# Юго-западный танна
Юго-западный танна (Nafe, Naha, Nvhal, Yahurmene) — диалектный континуум, на котором говорят на юго-западном побережье острова Танна в Вануату. У языка есть диалекты ваха, нарпаймене, новай, сипоро.